# Jane Kean
Jane Kean (10 de abril de 1923–26 de noviembre de 2013) fue una actriz y cantante estadounidense cuya carrera en el mundo del espectáculo se prolongó durante siete décadas, actuando en clubes nocturnos, grabaciones, radio, televisión, Broadway y películas. Entre sus papeles más famosos figuran el de Trixie Norton en The Jackie Gleason Show y el de la voz de Belle en la eterna favorita Mister Magoo's Christmas Carol.

## Carrera
Kean y su hermana mayor Betty Kean, formaron un dúo cómico que trabajó en el circuito de clubes nocturnos durante los años 40 y 50, y las dos aparecieron en Broadway como hermanas en el efímero musical de 1955, Ankles Aweigh. Jane Kean era cuñada del actor Lew Parker, más conocido como Lou Marie, el padre del personaje de Marlo Thomas, Ann Marie, en That Girl. También era cuñada de Jim Backus, con quien coprotagonizó Mister Magoo's Christmas Carol. Parker y Backus fueron dos de los esposos de Betty Kean.
Estudió interpretación con Sanford Meisner en el Neighborhood Playhouse. En la década de 1950 interpretó en Broadway Will Success Spoil Rock Hunter?, en la que sustituyó a Jayne Mansfield, otros papeles como el musical de 1943 de Fats Waller Early to Bed, Call Me Mister (en la que sustituyó a Betty Garrett), The Pajama Game y Carnival! (sucediendo a Kaye Ballard). Tuvo un papel destacado en Take Me Along, protagonizada por Jackie Gleason, quien la recordaría unos años más tarde en el casting de su programa de televisión de una hora semanal. Coprotagonizó junto con Charlotte Rae la producción de Los Ángeles de 2002 del musical de Kander y Ebb 70, Girls, 70 en El Portal Theatre.
El público televisivo recuerda a Kean por su papel de Trixie Norton en una serie de episodios de Honeymooners de una hora de duración -en color y con música- en The Jackie Gleason Show de 1966 a 1970. Sucedió a Joyce Randolph, que había interpretado el papel en sketches anteriores y en la comedia de situación de 1955-56 The Honeymooners, pero Kean siguió interpretando el papel durante muchos más años que su predecesora. También actuó en The Phil Silvers Show, Make Room for Daddy, The Lucy Show, Love, American Style, The Love Boat, The Facts of Life y Dallas. Entre sus largometrajes se incluye el personaje de Miss Taylor en el musical de acción real con animación Pete's Dragon, de Walt Disney, y puso voz al personaje Belle en el especial de televisión de 1962 Mister Magoo's Christmas Carol, que se sigue emitiendo todos los años. En 2011 participó en el documental Troupers, emitido por PBS. Su última película, Abner, The Invisible Dog, en la que interpreta a la "tía Ida", se terminó en 2013.
En 2003, escribió sus memorias, A Funny Thing Happened on the Way to The Honeymooners ... I Had a Life.
Apareció en el episodio de The Phil Silvers Show (Sargento Bilko) Doberman, Missing Heir.

## Vida personal
Kean estuvo casada con el director y productor Dick Linkroum de 1962 a 1969 y con el actor y productor Joe Hecht desde 1970 hasta su muerte en 2005. Kean no tuvo hijos.

## Muerte
Kean falleció el 26 de noviembre de 2013, a los 90 años, en el Providence St. Joseph Medical Center de Burbank, California por complicaciones de una caída.

## Filmografía
| Año  | Título                                     | Papel                           | Notas                               |
| ---- | ------------------------------------------ | ------------------------------- | ----------------------------------- |
| 1941 | Sailors on Leave                           | Sunshine                        |                                     |
| 1942 | Flying with Music                          | Bobbie                          |                                     |
| 1962 | Mister Magoo's Christmas Carol             | Belle                           | Telefilme, Voz                      |
| 1966 | The Honeymooners                           | Trixie Norton                   | 44 episodios                        |
| 1977 | Chatterbox                                 | Eleanor Pittman                 |                                     |
| 1977 | Pete's Dragon                              | Miss Romy Taylor                |                                     |
| 1980 | The Scarlett O'Hara War                    | Louella Parsons                 | Telefilme                           |
| 1985 | Explorers                                  |                                 | Voz                                 |
| 1990 | Fatal Charm                                | Profesora de economía doméstica |                                     |
| 1998 | Gideon                                     | Mujer de karaoke                |                                     |
| 1999 | Dose Hermanos: Shadow of the Invisible Man | tía Ida                         | Voz                                 |
| 2013 | Abner, The Invisible Dog                   | tía Ida                         | Voz, (último papel cinematográfico) |